# Lotus Europa S
O Lotus Europa S é um carro esportivo de dois lugares tipo GT, projetado para complementar o bem sucedido Lotus Elise e sua derivada, o Exige. O Europa S é uma versão moderna da linha Europa dos anos 1960 e 1970. Ele contém o número interno Tipo 121.
O Europa S é mais "relaxado" do que o Elise / Exige com uma bota maior (tronco), maior insonorização e acesso de cabine mais fácil devido aos lados mais baixos do chassi e a linha superior do teto. Também inclui luxos como o ar condicionado, um sistema de som, interior de couro e carpetes interiores luxuosos como equipamento padrão, de acordo com a tradição automobilística do Grande Touring Europeu (GT).